# Llista de comtes d'Urgell
La llista de comtes d'Urgell abasta els sobirans del Comtat d'Urgell des de Borrell I d'Urgell-Cerdanya, primer comte documentat el 798, fins a la integració definitiva d'aquest comtat a la Corona d'Aragó el 1413. Nomenats en primera instància pels reis francs, els comtes urgellencs, progressivament, en van fer un títol hereditari i, a la pràctica, van esdevenir independents, participant de les campanyes contra els musulmans a la frontera del sud, en col·laboració o competència amb altres comtes de la marca coetanis. Després d'un breu període sota el control del comtes d'Aragó, entre el 820 i el 838, la casa comtal de Barcelona va governar el comtat, de fet, la branca urgellenca se separà de la barcelonina, creant la primera dinastia comtal d'Urgell, des d'Ermengol I (992-1011) fins Aurembiaix d'Urgell (1209-1231), quan s'extingeix la dinastia i passà a una segona casa comtal en mans dels vescomtes de Cabrera i d'Àger (1209-1314). L'extinció de la via masculina va traspassar, a través de l'hereva Teresa d'Entença, a la casa reial catalanoaragonesa, més concretament a l'infant Jaume d'Aragó (1328-1347), fill d'Alfons el Benigne. La tercera dinastia va perdurar fins a l'any 1413, quan Ferran d'Antequera va desposseir Jaume el Dissortat del títol i va annexionar el patrimoni del comtat a la corona.

Avui en dia l'Església d'Urgell engloba bona part dels antics dominis i influències del Comtat d'Urgell. Aquest comtat era anomenat Estat d'Urgell o País d'Urgell i esdevenia el més important dels comtats catalans dintre del Principat de Catalunya però també amb una rellevància exterior considerable, sobretot a Castella on molts comtes hi visqueren i també a tota l'Occitània i altres contrades. Segons Salazar de Mendoza:
| « | Aquest Estat d'Urgell és de tanta qualitat al Principat de Catalunya, i els que l'han posseït han estat grans Senyors | » |

## Història del títol
Inicialment, el títol de comte era designat pel rei dels francs, ben igual que la resta de comtats de la Gòtia. Tanmateix, amb el pas dels anys, el càrrec esdevingué hereditari. Guifré el Pilós va ser el primer a transmetre'l hereditàriament i ja el comte Borrell II seria el qui deixaria de retre homenatge al rei dels francs, que just havia canviat a la dinastia Capeta, provocant, de fet, tot i que no de dret, la independència dels comtats de la marca, que finalment va arribar a anomenar-se «Príncep de la terra gòtica» (Gothlandia).

## Prèvia: Època de guerres amb els musulmans
Fets més importants:
- La conquesta omeia d'Hispània fou la conquesta del Regne de Toledo pel Califat de Damasc, que començà el 711 i finalitzà el 714.
- La primavera del 714 els musulmans arribaren a la vall de l'Ebre i un cop assegurada la rereguarda sotmetent Corduba, Spali, Mèrida i Tulaytula, l'ocupació del territori passava pel domini dels centres urbans més importants del Regne dels Visigots, entre ells Cesaracosta. L'entrada dels musulmans a Cesaracosta fou pacífica, però alguns nobles visigots i alts dignataris eclesiàstics van fugir al Pirineu. Després de la conquesta de la Tarraconense el valí d'Hispània as-Samh ibn Màlik al-Khawlaní va envair la Gàl·lia Narbonesa. Amb el valiat d'Arbuna assegurat, i sobretot amb el port d'Arbuna, els mariners àrabs eren els amos del Mediterrani occidental, sotmetent ràpidament les ciutats controlades pels comtes visigots. L'any 731 el valí amazic de Narbona i la regió de Cerdanya Uthman ibn Naissa impugnà Abd-ar-Rahman ibn Abd-Al·lah al-Ghafiqí per raó de l'opressió que patien els amazics al nord d'Àfrica i va pactar una treva amb el duc d'Aquitània Odó el Gran. En represàlia al-Ghafiqí envià una missió per capturar a Uthman, qui durant el transcurs del Combat de Llívia quedà assetjat i fou mort. Finalment però la major part de la Tarraconense va ser integrada a ath-Thaghr al-Alà, la frontera superior de l'emirat de Còrdova, sota la direcció de la família de gots conversos a l'islam (muladís) dels Banu-Qasi.
- La invasió musulmana de la Gàl·lia (França) fou el darrer episodi de la conquesta de l'Àndalus, quan el valí d'Hispània, as-Samh ibn Màlik al-Khawlaní, va envair el ducat de Septimània el 720.
- La conquesta carolíngia d'Hispània va començar el 759 al Rosselló.
- L'any 795 Girona i, vers el 788, la Cerdanya i Urgell foren agrupats en la nova Marca hispànica, dins l'estructura de l'antic ducat de Septimània. Territoris conquerits per Carlemany.[cal citació]
- Cap a l'any 788-798, Borrell I d'Urgell-Cerdanya esdevé comte d'Urgell i de Cerdanya.
- 793: Els sarraïns del general Abd-al-Malik, en retornar per la vall del Segre de la seva infructuosa expedició a Septimània, assolen tota la regió de la Cerdanya. Després, a l’Urgellet, destrueixen completament la ciutat romano-visigòtica d’Arse-durgui (Castellciutat) i el centre episcopal visigòtic d'Urgell que hi ha a la ciutadella d’Orgia o Orgelia.[5]

Pel que respecta als governants, en ser una època de guerra no es pot determinar exactament qui foren. Entre els anys 720 i 778 l'Urgell (ciutat de la Seu d'Urgell) fou dominada per visigots tot i que els musulmans sovint saquejaven, cremaren i arrasaren la ciutat. No fou fins a l'any 778 que els musulmans conquereixen l'Urgell i restà sota el seu domini fins 788 quan són expulsats per Carlemany.
| Nom | Dades                                       | Període     | Notes |
| --- | ------------------------------------------- | ----------- | --- |
| Anteriorment Regne Visigot de Toledo, província de la Tarraconense. En el període 507-720. Podeu veure els Reis i governats visigots. |                                             |             | |
| Ardó | Últim rei dels visigots                     | 714-720     | Fou el valí Al-Hurr qui, en 717-718, mig combatent mig negociant, ocupà la resta del País Valencià i d'Aragó i la major part de Catalunya, on Tarragona i potser Empúries foren destruïdes a causa de llur resistència. Ardó i els seus es retiraren llavors a la Septimània i convertiren els Pirineus i la línia de la Muga en una frontera temporal, amb Roses com a pern oriental del sistema defensiu. El successor d'Al-Hurr fou As-Samh, el qual el 720 ensorrà aquesta línia defensiva i ocupà finalment el Rosselló i Narbona, on potser Ardó trobà la mort en combat. |
| Període de guerres però sota domini visigot                                                                                           | Període de guerres però sota domini visigot | 720-778     | Aquest fou un període de guerres entre musulmans, visigots i francs. Pel que respecta als governants, en ser una època de guerra no es pot determinar exactament qui foren. Podria ser que algun valí musulmà arribes a dominar l'Urgell i la Cerdanya però segurament la zona fou dominada pels visigots intermitentment. Si ens fixem en els escrits dels bisbes d'Urgell veiem com mai els musulmans van arribar a dominar (ciutat d'Urgell -> la Seu d'Urgell) fins a la data.                                                                                              |
| Ocupació musulmana intermitent | Conquesta Domini musulmà                    | 778-786     | L'any 778 els musulmans expulsen als visigots d'Urgell (ciutat d'Urgell -> la Seu d'Urgell) i aquests es refugien a les valls d'Andorra, demanant ajuda a Carlemany, que mantindrà aquest territori fora de la influència àrab i que serà el germen del futur comtat d'Urgell. El bisbe Dotila mor en aquesta batalla. |
| Ocupació musulmana intermitent | Reconquesta batalles constants              | 786-788     | Els francs ocupen el territori que correspon a l’actual Cerdanya. Els cerdans, imitant l'exemple dels habitants de Girona, s'havien lliurat espontàniament a Carlemany juntament amb els seus veïns de l’Urgell. Tanmateix no serà fins a l'any 788 quan tota la zona estarà tota sota domini francovisigot |
| Carlemany Lluís I | Per conquesta                               | 788-789     | És crea el Comtat d'Urgell, arran de la conquesta de tot el territori de l'Urgell pels francs als àrabs. Primer es va conquerir Cerdanya (786) i finalment Urgell (788). Al final de 788 tot el territori d'Urgell-Cerdanya resta sota domini franc-visigot |
| Creació de la Ducat de Gòtia on s'inclogueren els comtats catalans (volts 801)                                                        |                                             |             | |
| Borrell I d'Urgell-Cerdanya | Borrell I d'Urgell-Cerdanya                 | 788/798-820 | L'any 795 Girona i, vers el 788, la Cerdanya i Urgell foren agrupats en la nova Marca Hispànica, dins l'estructura de l'antic ducat de Septimània. L'Urgell i la Cerdanya foren conquerits per francs i visigots. Posteriorment, Lluís el Pietós nombra Borrell (que era un militar visigot originari d'Urgell) com a comte d'aquest dominis. |

## Comtes nomenats
Els primers comtes d'Urgell van ser nomenats pels reis dels francs (de la dinastia carolíngia) que a partir del 843 esdevindrien reis de França i, com a tals, eren vassalls seus. Des de la fi del segle ix els reis van perdre el poder de nomenar els nous comtes. Per contra, el títol es transmetia de forma hereditària, normalment de pares a fills. Tot i això, els comtes d'Urgell continuaven sent vassalls dels reis de França alhora que transmetien certa obediència al comite de Barcelona com a senyor de tots els comtats catalans.
| Nom                          | Dinastia        | Període     | Relació                                                                      | Nota |
| ---------------------------- | --------------- | ----------- | ---------------------------------------------------------------------------- | --- |
| Borrell I d'Urgell-Cerdanya  | Urgell-Cerdanya | 788/798-820 | Origen visigot (Cerretana) Territoris sotmesos pels francs és nomenat comte. | Comte d'Urgell-Cerdanya, més tard d'Osona                                                                                              |
| Asnar I Galí                 | (d'Aragó)       | 820-824     | Comtat assignat pels francs                                                  | Comte d'Aragó (809-820) i comte d'Urgell i Cerdanya (820-824)                                                                          |
| Galí I Asnar                 | (d'Aragó)       | 824-838     | Fill de l'anterior                                                           | Comte d'Urgell i Cerdanya (824-834); comte de Pallars i Ribagorça (833-844) i comte d'Aragó (844-867)                                  |
| Sunifred I d'Urgell-Cerdanya | Urgell-Cerdanya | 838-848     | Fill de Borrell I d'Urgell-Cerdanya Pare de Guifré el Pilós                  | Comte d'Urgell, Cerdanya, Barcelona, Girona, Osona, Besalú, Narbona, Agde, Besiers, Lodeva, Melguelhi Nimes (844-848) i Conflent (848) |
| Salomó I d'Urgell i Cerdanya | Urgell-Cerdanya | 848-869     | Parent de Sunifred                                                           | Comte d'Urgell i Cerdanya (848 - 869)                                                                                                  |

## Comtes privatius, Casal de Barcelona
Està documentat que Salomó fou comte d'Urgell, de Cerdanya i de Conflent fins al 868, any a partir del qual desapareix de la documentació. També està documentat que, el 873, Guifré el Pelós s'intitulava comte, i per documents posteriors, que s'intitulava comte d'Urgell, comte de Cerdanya i comte de Conflent, els mateixos comtats que havien estat en mans de Salomó. Però el que no està documentat és ni quan, ni per què, ni com, Guifré el Pilós s'apoderà d'aquestes terres.
La llegenda de Guifré el Pilós sosté que magnats francs havien assassinat Guifré d'Arria, pare llegendari de Guifré el Pilós, fet que coincideix amb la realitat, perquè Sunifred d'Urgell, l'autèntic pare de Guifré el Pilós, fou assassinat pel magnat franc Guillem de Septimània. Després, la llegenda continua explicant que el comtat de Barcelona havia estat usurpat per un magnat franc anomenat Salomó, i que quan Guifré el Pilós retornà a Barcelona, va matar el comte intrús Salomó i recuperà el comtat de Barcelona. Els fets coincideixen parcialment amb la llegenda, perquè hi hagué un noble franc anomenat Salomó, que era comte, no de Barcelona, sinó d'Urgell, i que el 868 desapareix de la documentació històrica, sent suplantat per Guifré el Pilós.
L'historiador Ramon d'Abadal descartà que Guifré el Pilós assassinés Salomó, comte d'Urgell, Cerdanya i Conflent, així com que Guifré el Pilós ocupés violentament els comtats; la documentació constata que el 868 el comte Salomó desapareix de la documentació històrica, i que l'agost del 871 apareix Miró el Vell, germà de Guifré el Pelós, com a comte de Conflent; del 873, hi ha un altre document en què Guifré el Pilós apareix intitulant-se comte, i poc després n'hi ha un altre en què s'especifica que és comte d'Urgell i Cerdanya. Ramon d'Abadal suggerí que, a la mort de Salomó, els comtats d'Urgell, de Cerdanya i de Conflent haurien quedat vacants, i que Guifré i el seu germà Miró haurien estat investits legalment pel rei Carles II de França; donades les evidències documentals, la investidura s'hauria d'haver produït entre el 868 i el 871; amb aquestes dades, proposà que això s'hauria esdevingut a l'assemblea d'Attigny, convocada pel rei de França el juliol del 870, i que en aquella assemblea seria quan Guifré el Pilós hauria rebut el nomenament com a comte d'Urgell, de Cerdanya i de Conflent. Tot seguit i segons l'historiador Josep Maria Salrach i Marès, Guifré el Pelós hauria associat el seu germà Miró el Vell al govern del Conflent.
| Fotografia | Nom                                                            | Període | Relació                              | Mort i Sepultura | Nota                     |
| ---------- | -------------------------------------------------------------- | ------- | ------------------------------------ | --- | ------------------------ |
| Guifré I   | Guifré I el Pilós                                              | 870-897 | Fill de Sunifred I d'Urgell-Cerdanya | Va ser enterrat a Sant Martí del Canigó, i les seves despulles van ser traslladades al monestir de Ripoll, i instal·lades recentment en un sepulcre modern | Possessions              |
|            | Sunifred II d'Urgell                                           | 897-948 | Fill de l'anterior                   | Fou el tercer fill de Guifré I el Pilós i, amb voluntat de començar una dinastia pròpia a Urgell li cedí el comtat tanmateix va morir sense descendència, tot i estar casat amb Adelaida de Barcelona. Al final va heretar el comtat el seu nebot, Borrell II, comte de Barcelona | Només Urgell             |
| Borrell II | Borrell I d'Urgell (conegut també com Borrell II de Barcelona) | 948-992 | Nebot de l'anterior                  | El 24 de setembre del 992 Borrell feu testament probablement a la Seu d'Urgell on hi deuria morir sis dies després | Possessions Fites/Gestes |

## Primera dinastia, Casal d'Urgell[9]
Ermengol I fou el segon fill de Borrell II de Barcelona i de Letgarda de Tolosa, va succeir al seu pare al capdavant del comtat urgellenc i va convertir-se en l'iniciador de la dinastia d'Urgell.
| Imatge                | Nom                    | Període      | Relació                    | Mort i Sepultura | Nota | Escut del Casal d'Urgell           |
| --------------------- | ---------------------- | ------------ | -------------------------- | --- | --- | ---------------------------------- |
|                       | Ermengol I             | 992-1011     | Fill de Borrell I d'Urgell | Morí en l'expedició bèl·lica contra Còrdova, el fet que va morir tan lluny fa difícil localitzar la seva sepultura                                                                      | Al seu testament diu que fou traslladat a la seva església, potser referint-se a l'Església de la Seu o potser a Ripoll | Escut escacat dels comtes d'Urgell |
|                       | Ermengol II            | 1011-1038/39 | Fill de l'anterior         | Segurament fou enterrat a Jerusalem, però no hi ha constància de la seva sepultura | S'aventura en un pelegrinatge a Jerusalem on troba la mort l'any 1039 amb 29 anys | Escut escacat dels comtes d'Urgell |
| Cerit2                | Ermengol III           | 1038/39-1066 | Fill de l'anterior         | Potser a Ripoll (panteó dels comtes de Barcelona, lligam amb els Urgell) o potser Àger a la galilea de Sant Pere. No se'n té rastre del seu sepulcre                                    | Fou un gran aliat del comte de Barcelona, Ramon Berenguer I. Va morir amb 38 anys en el setge de la ciutat musulmana de Barbastre fent costat a Sanç I d'Aragó i Pamplona, rei d'Aragó                                          |                                    |
|                       | Ermengol IV            | 1066-1092    | Fill de l'anterior         | Potser al castell de Gerb o al monestir de Ripoll no se'n té rastre | Fou el conqueridor de la vall del Segre i la Noguera Pallaresa amb l'ajut del rei d'Aragó |                                    |
|                       | Ermengol V             | 1092-1102    | Fill de l'anterior         | El seu cos fou traslladat a Santa Maria de Solsona | Durant el seu govern s'incien les relacions amb Castella. Va morir en un lloc indeterminat del Regne de Lleó fent costat al rei Alfons VI                                                                                       |                                    |
|                       | Ermengol VI            | 1102-1154    | Fill de l'anterior         | Pel seu testament de 1143 volia ser enterrat a Santa Maria de Solsona. Tanmateix va morir en les seves campanyes militars castellanes i fou sebollit al monestir de Valbuena (Palència) | Prengué Balaguer (1105) i comptà amb l'ajut del comte de Barcelona, Ramon Berenguer III. Col·laborà en la fallida presa de Mallorca.                                                                                            |                                    |
| Ermengol VII d'Urgell | Ermengol VII           | 1154-1184    | Fill de l'anterior         | Enterrat a Bellpuig de les Avellanes, traslladat el 1906 al museu The Cloisters de Nova York                                                                                            | Sense cap possibilitat d'expansió territorial va passar la vida en les seves possessions castellanes. Fou vassall de Ferran II de Lleó, del qual fou majordom i tinent d'un bon nombre dels castells de l'Extremadura lleonesa. |                                    |
|                       | Ermengol VIII          | 1184-1209    | Fill de l'anterior         | Segurament fou enterrat al Monestir de Poblet, que havia afavorit amb nombroses deixes                                                                                                  | Inverteix molts diners en el Monestir de Poblet on van ser enterrats molts comtes. Aquest emplaçament es va convertir en un petit panteó dels comtes d'Urgell                                                                   |                                    |
|                       | Elvira de Subirats     | 1209-1220    | Comtessa regent d'Urgell   | Fou enterrada al claustre de Sant Esteve de Poblet. On hi ha una làpida amb el seu nom                                                                                                  | Degut a la mort del comte Ermengol VIII d'Urgell i la minoria d'edat d'Aurembiaix d'Urgell fou regent |                                    |
|                       | Aurembiaix             | 1209-1231    | Filla de l'anterior        | Fou enterrada a Sant Hilari | Pacta amb Jaume I que el faria hereu del comtat, però finalment testa en favor del seu marit de Pere de Portugal. |                                    |
| Pere de Portugal      | Pere I                 | 1231         | Marit de l'anterior        | Morí a les Illes Balears | El dia de la mort d'Aurembiaix bescanvia amb Jaume I el comtat per la senyoria de Mallorca. |                                    |
| Jaume I Palma         | Jaume I el Conqueridor | 1231-1236    | Amistançat d'Aurembiaix    | De 1835 fins a 1952 el seu sepulcre va estar a la Catedral de Tarragona. Enterrat al Monestir de Poblet                                                                                 | Originàriament a Santa Maria de Poblet però fou profanat |                                    |

## Segona dinastia, Casal de Cabrera-Urgell[9]
| Imatge | Nom              | Període      | Relació                                      | Mort i Sepultura | Nota | Escut del Casal de Cabrera-Urgell |
| --- | ---------------- | ------------ | -------------------------------------------- | --- | --- | --------------------------------- |
| | Guerau IV        | 1209-1228    | Net d'Ermengol VII i cosí segon d'Aurembiaix | Enterrat a l'Església de Bellpuig de les Avellanes, en un lloc il·localitzable | Disputa el comtat a Aurembiaix per la qüestió successòria masculina. Fou un comte intrús |                                   |
| | Ponç IV          | 1228/36-1243 | Fill de l'anterior.                          | A la mort d'Aurembiaix sense descendència i després que el comte Pere I d'Urgell bescanviés amb Jaume I el Conqueridor el comtat per una tinença feudal a les Balears, Ponç reclamà al comte-rei català els seus drets sobre el comtat. Així fou com Jaume I li reconegué a Tàrrega l'any 1236, però reservant-se per a ell les ciutats de Lleida i Balaguer. El 1242 Ponç ajudà econòmicament al comte-rei català i això li va permetre recuperar les ciutats de Lleida i Balaguer, que tornà a ser de nou la capital del comtat. | A la mort d'Aurembiaix sense descendència i després que el comte Pere I d'Urgell bescanviés amb Jaume I el Conqueridor el comtat per una tinença feudal a les Balears, Ponç reclamà al comte-rei català els seus drets sobre el comtat. Així fou com Jaume I li reconegué a Tàrrega l'any 1236, però reservant-se per a ell les ciutats de Lleida i Balaguer. El 1242 Ponç ajudà econòmicament al comte-rei català i això li va permetre recuperar les ciutats de Lleida i Balaguer, que tornà a ser de nou la capital del comtat. |                                   |
| Tomb of Ermengol IX                                                                                           | Ermengol IX      | 1243         | Fill de l'anterior                           | Enterrat originàriament a Santa Maria de Castelló de Farfanya fou saquejat vergonyosament el 1975 al museu The Cloisters de Nova York | Quan Ponç va morir en 1243, el jove Ermengol el va succeir. A causa de la seva curta edat, la seva mare va actuar com a regent. El jove Ermengol va morir al mateix any. Això no era inusual, ja que la taxa de mortalitat infantil era molt alta a l'època. |                                   |
| Double Tomb of Don Àlvar Rodrigo de Cabrera, Count of Urgell and His Wife Cecília of Foix MET cdi48-140-1-3-4 | Àlvar I          | 1243-1268    | Germà de l'anterior                          | Ell i la seva esposa foren enterrats a Bellpuig de les Avellanes o potser a Foix més tard traslladat al museu The Cloisters de Nova York | Fou protector de Bellpuig de les Avellanes. Seguint la tradició del llinatge afavorí el monestir de Poblet |                                   |
| Sepulchral Monument of Alvar II d'Àger 2                                                                      | Ermengol X       | 1268-1314    | Fill de l'anterior                           | Enterrat originàriament a Bellpuig de les Avellanes més tard traslladat al museu The Cloisters de Nova York | Abans de morir sense descendents, deixà hereu el segon fill del rei Jaume II, Alfons, amb la condició que es casés amb la seva besneboda Teresa d'Entença, hereva legítima del comtat. Amb la seva mort, s'acaba la casa de Cabrera. |                                   |
| Casa d'Entença                                                                                                |                  |              |                                              | | |                                   |
| Teresa d'Entença                                                                                              | Teresa d'Entença | 1314-1327    | Neboda de l'anterior                         | Fou soterrada al convent dels framenors de Saragossa | Morí prematurament (26 anys) de sobrepart del seu darrer fill, Sanç. Llavors el comtat passa al seu marit Alfons (Amb el condicionant que el passes al seu segon fill, Jaume i no s'integrés a la corona) |                                   |

## Tercera dinastia, Casal Aragó-Urgell oCasal Urgell-Aragó
|                                                             | Nom               | Període   | Relació              | Sepultura | Nota | Escut del Casal Aragó-Urgell |
| ----------------------------------------------------------- | ----------------- | --------- | -------------------- | --- | --- | ---------------------------- |
| Alifonso IV d'Aragón                                        | Alfons el Benigne | 1314-1328 | Marit de l'anterior  | Enterrat a la Seu Vella de Lleida | Rei d'Aragó i comte de Barcelona. El comtat es manté independent. |                              |
| Segell jaume d'aragó, comte d'urgell i vescomte d'ager 1339 | Jaume I           | 1328-1347 | Fill de l'anterior   | Segurament Barcelona | Inici del Casal Aragó-Urgell (Anomenat Jaume I d'Urgell) |                              |
|                                                             | Cecília I         | 1347      | Muller de l'anterior | Governà amb eficàcia el comtat durant la seva regència i aconseguí liquidar els deutes contrets pel seu marit per finançar el moviment de la Unió. A banda de la reforma de la seva pròpia residència, es construïren altres castells, fortificacions i el temple de Santa Maria de Balaguer a partir del 1351. Mare i fill posaren ordre al comtat, que visqué una veritable època de bonança sota el seu mandat. Morí el 1384. | Governà amb eficàcia el comtat durant la seva regència i aconseguí liquidar els deutes contrets pel seu marit per finançar el moviment de la Unió. A banda de la reforma de la seva pròpia residència, es construïren altres castells, fortificacions i el temple de Santa Maria de Balaguer a partir del 1351. Mare i fill posaren ordre al comtat, que visqué una veritable època de bonança sota el seu mandat. Morí el 1384. |                              |
|                                                             | Pere II           | 1347-1408 | Fill de l'anterior   | En heretar el comtat del seu pare hagué de refer les finances, en una situació de fallida, reordenant el tresor i la fiscalitat. Es posà al costat del seu oncle Pere el Cerimoniós en la lluita contra Ferran d'Aragó i de Castella, i durant la guerra dels dos Peres s'ocupà el 1363 de la defensa de Terol, Monreal i Daroca i Oriola el 1364. El rei el feu lloctinent del Regne de València el 1365 i aconseguí recuperar Sogorb, rebent la baronia de Fraga el 1369 i retornà a les seves terres. Inicià grans construccions com el castell d'Agramunt, els claustres de Sant Pere d'Àger i la millora del castell Formós de Balaguer. | En heretar el comtat del seu pare hagué de refer les finances, en una situació de fallida, reordenant el tresor i la fiscalitat. Es posà al costat del seu oncle Pere el Cerimoniós en la lluita contra Ferran d'Aragó i de Castella, i durant la guerra dels dos Peres s'ocupà el 1363 de la defensa de Terol, Monreal i Daroca i Oriola el 1364. El rei el feu lloctinent del Regne de València el 1365 i aconseguí recuperar Sogorb, rebent la baronia de Fraga el 1369 i retornà a les seves terres. Inicià grans construccions com el castell d'Agramunt, els claustres de Sant Pere d'Àger i la millora del castell Formós de Balaguer.                                                                                     |                              |
| Sepulcro de Jaime II de Urgel                               | Jaume II          | 1408-1413 | Fill de l'anterior   | Mort al castell de Xàtiva, on descansa actualment. (foto) La tomba és al mateix lloc on era la cel·la en la qual morí. | Fi del comtat i, per tant, del Casal Aragó-Urgell. Annexió a la corona. Aspirant a la successió a la mort d'aquest, no fou escollit en el Compromís de Casp, i fou escollit en el seu lloc el que seria Ferran I d'Antequera. Aquest resultat provocà la revolta del comte d'Urgell, que acabà amb el setge de la seva seu al castell Formós de Balaguer, on acabà rendint-se el 31 d'octubre del 1413. Processat i condemnat, tots els seus béns foren confiscats i malvenuts, així com els de la família i la seva germana Elionor d'Urgell. Va romandre empresonat en múltiples localitzacions fins que, finalment, va ser conduït al castell de Xàtiva, on va morir el 1433 amb sospites d'haver estat assassinat a la presó. |                              |

### Fi del comtat
A la mort sense descendència del rei Martí l'Humà (1410), el comte Jaume d'Urgell, besnét d'Alfons el Benigne, fou un dels aspirants a la Corona d'Aragó. Ara bé, el 1412 al Compromís de Casp, es proclamà rei de la Corona el príncep castellà Ferran de Trastàmara, dit el d'Antequera (que passà a anomenar-se Ferran I d'Aragó, 1412 - 1416), qui, per línia materna, era net de Pere el Cerimoniós i nebot de Martí l'Humà.
Ferran de Trastàmara, dit el d'Antequera, fou escollit en detriment de l'altre candidat Jaume II d'Urgell. Fou fruit d'un interregne de dos anys molt violents, amb invasions castellanes, influències del Papa Luna i un conjunt de circumstàncies que acabaren determinant l'elecció de Ferran abans i tot que tingués lloc el Compromís.

#### Revolta del comte d'Urgell
La revolta del comte d'Urgell és l'aixecament militar de Jaume II d'Urgell contra el rei Ferran d'Antequera, el juny del 1413, fruit del desacord amb el resultat del Compromís de Casp, en què Jaume es presentà com a candidat per a succeir al rei d'Aragó Martí l'Humà, però la decisió final dels compromissaris no li fou favorable.
El 1413, Jaume d'Urgell es rebel·là contra Ferran d'Antequera però no reeixí, així doncs, un cop dominada la revolta, el nou rei desposseí Jaume de tots els seus dominis, i el condemnà a presó perpètua. Aleshores, el Comtat d'Urgell s'incorporà als dominis de la Corona d'Aragó i Catalunya.
Aquesta rebel·lió tingué origen en la frase que, sobretot la seva mare però també el seu entorn en general, li repetien constantment:
| «                                                    | Fill, o rei o no res | » |
| — Margalida de Montferrat, mare de Jaume II d'Urgell |                      |   |